# Codice ATC G04
Il codice ATC G04 "Urologici" è un sottogruppo del sistema di classificazione Anatomico Terapeutico e Chimico, un sistema di codici alfanumerici sviluppato dall'OMS per la classificazione dei farmaci e altri prodotti medici. Il sottogruppo G04 fa parte del gruppo anatomico G, farmaci per l'Apparato genito-urinario e ormoni sessuali.
Codici per uso veterinario (codici ATCvet) possono essere creati ponendo la lettera Q di fronte al codice ATC umano: QG04... I codici ATCvet senza corrispondente codice ATC umano sono riportati nella lista seguente con la Q iniziale.
Numeri nazionali della classificazione ATC possono includere codici aggiuntivi non presenti in questa lista, che segue la versione OMS.

## G04B Urologici

### G04BA Acidificanti
G04BA01 Cloruro d'ammonio
G04BA03 Cloruro di calcio
QG04BA90 Metionina

### G04BC Solventi dei calcoli urinari
Gruppo vuoto

### G04BD Farmaci per la frequenza urinaria e l'incontinenza
G04BD01 Emepronio
G04BD02 Flavoxato
G04BD03 Meladrazina
G04BD04 Ossibutinina
G04BD05 Terodilina
G04BD06 Propiverina
G04BD07 Tolterodina
G04BD08 Solifenacina
G04BD09 Trospium
G04BD10 Darifenacina
G04BD11 Fesoterodina
G04BD12 Mirabegron
G04BD13 Desfesoterodina

### G04BE Farmaci usati nella disfunzione erettile
G04BE01 Alprostadil
G04BE02 Papaverina
G04BE03 Sildenafil
G04BE04 Yohimbina
G04BE06 Moxisilite
G04BE07 Apomorfina
G04BE08 Tadalafil
G04BE09 Vardenafil
G04BE10 Avanafil
G04BE11 Udenafil
G04BE30 Combinazioni
G04BE52 Papaverina, combinazioni

### QG04BQ Alcalinizzanti urinari
QG04BQ01 Bicarbonato di Sodio

### G04BX Altri urologici
G04BX01 Idrossido di magnesio
G04BX03 Acido acetoidrossamico
G04BX06 Fenazopiridina
G04BX10 Succinimide
G04BX11 Collagene
G04BX12 Salicilato di fenile
G04BX13 Dimetilsolfossido
G04BX14 Dapoxetina
G04BX15 Pentosano polisolfoestere
QG04BX56 Fenazopiridina, combinazioni
QG04BX90 Efedrina
QG04BX91 Fenilpropanolamina

## G04C Farmaci usati nell'ipertrofia prostatica benigna

### G04CA Antagonisti degli alfa adenorecettori
G04CA01 Alfuzosin
G04CA02 Tamsulosin
G04CA03 Terazosina
G04CA04 Silodosina
G04CA51 Alfuzosin e finasteride
G04CA52 Tamsulosin e dutasteride
G04CA53 Tamsulosin e solifenacina

### G04CB Inibitori della testosterone 5-alfa reduttasi
G04CB01 Finasteride
G04CB02 Dutasteride

### G04CX Altri farmaci usati nell'ipertrofia prostatica benigna
G04CX01 Prunus africana, corteccia
G04CX02 Serenoa repens, frutti
G04CX03 Mepartricina
QG04CX90 Osaterone